# مصدر إضافة التردد من الإشعاع الضوئي

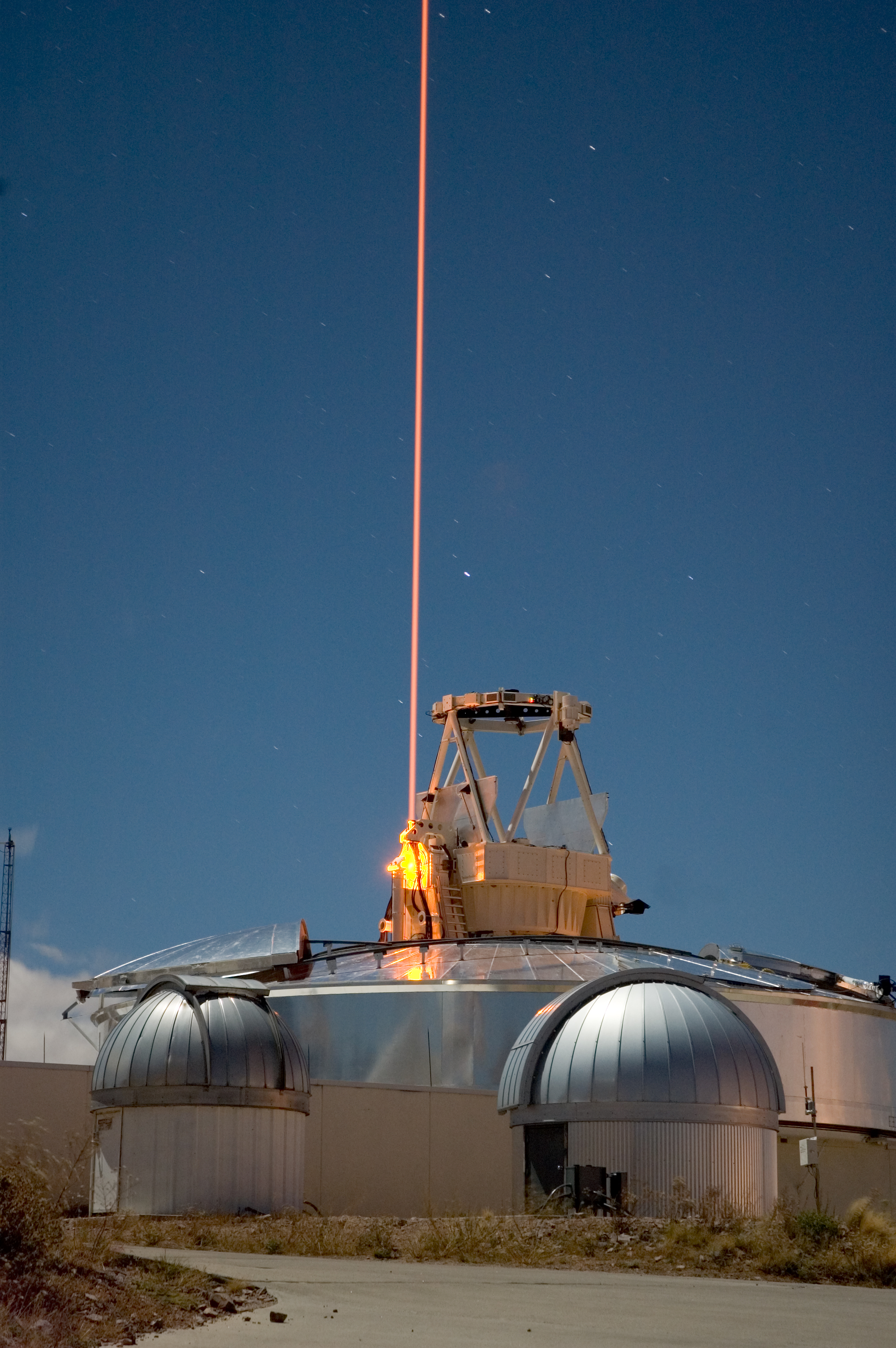
50 واط المستخدمة من قبل مجموعة نار النجوم الضوئية

مصدر إضافة التردد من الإشعاع الضوئي (FASOR)  يتم استخدام الاسم لنوع معين من نجمة دليل الليزر في منشآت مختبر أبحاث سلاح الجو الأمريكي بواسطة مجموعة نار النجوم الضوئية حيث يتم إنتاج ضوء الليزر بواسطة عملية توليد مجموعة ترددات من مصدرين ليزر يعملان بأطوال موجية مختلفة حيث يكون الطول الموجي الناتج هو:
{\displaystyle \lambda =\left({\frac {1}{\lambda _{1}}}+{\frac {1}{\lambda _{2}}}\right)^{-1}}

## الإستخدامات
يستخدم FASOR لتجارب نجمة دليل الليزر حيث يتم ضبطه إلى مكون فائق الدقة ويستخدم لإثارة ذرات الصوديوم في الغلاف الجوي العلوي لطبقة الصوديوم. يتكون FASOR من اثنين من ليزر ذو الحقن الأحادي بتردد غير متساوي قريب من 1064 و 1319 نانومتر وهما كلاهما في تجويف يحتوي على بلورة الليثيوم والتي تجمع الترددات التي تعطي 589.159 نانومتر ضوء.